# 艾略特·伊斯特曼綁架案
艾略特·伊斯特曼綁架案發生於當地時間2024年10月17日，美國籍YouTuber艾略特·伊斯特曼（Elliot Eastman）在菲律賓住所三寶顏半島北三寶顏省的西布科（Sibuco）被持槍歹徒綁架並受傷。根據警方報告，他腿部與腹部中彈，最後一次被目擊時是被拖上船，帶往蘇祿海。 嫌疑人為穆希德·阿霍德（Mursid Ahod）、阿卜杜勒·沙比哈德（Abdul Sahibad）與法哈德·沙比哈德（Fahad Sahibad）。 截至2024年12月，伊斯特曼被推定已死亡，搜救行動仍在進行中。

## 背景
伊斯特曼是一名來自美國佛蒙特州海恩斯堡（Hinesburg）的26歲男子，2016年畢業於尚普蘭谷聯合高中（Champlain Valley Union High School）。
伊斯特曼於2023年首次前往菲律賓。同年7月，他與來自西布科（Sibuco）、屬於沙馬－巴嬤族（Sama-Bajau）分支的當地人卡莉莎·賈拉（Karisha Jala）結婚。
他曾短暫返回美國工作。2024年5月，他在菲律賓北三寶顏省的锡布科定居，與他的菲律賓籍妻子一同生活。

## 綁架與疑似死亡
2024年10月17日，伊斯特曼在西布科（Sibuco）的住家中遭到綁架。綁匪為防止他逃脫，朝他的腿部與腹部開槍。他們隨後搭乘一艘機動的傳統小船（稱為banca）帶著伊斯特曼逃向蘇祿海。
截至2024年12月6日，綁匪始終未提出贖金要求，也未提供任何生還證據。
綁架發生兩個月後，警方於12月表示，伊斯特曼極可能已經死亡（可能因傷勢過重失血而亡），其遺體被綁匪棄置於蘇祿海中。